# 安全 (EP)
安全（Safety）是英國搖滾樂隊酷玩樂隊首張公開發行的作品。這張專輯錄製於1998年5月，花費了超過一個週末的時間。錄製這張專輯時是打算將其作為提供給唱片公司的樣帶。專輯的錄製費用由他們的經紀人Phil Harvey籌集，大約花費了1500英鎊。專輯封面是樂隊主唱克里斯·馬丁，照片由他的朋友John Hilton拍攝。

## 外部連結
- 官方网站